# Bar à jeux
Un bar à jeux, bar ludique, café à jeux ou café ludique, est un établissement qui loue l'accès à des jeux de société. Les bars à jeux mettent à disposition un grand nombre de jeux de types différents, ce qui constitue leur principal attrait. À l'instar des bars ou cafés ordinaires, les bars ludiques proposent des boissons et souvent de la nourriture. Ils peuvent avoir une activité de boutique et vendre certains jeux de société.
Si de nombreux bars ou cafés proposent des jeux de société, tous ne sont pas des bars à jeux. Les bars à jeux se distinguent par la quantité de jeux disponibles (plusieurs dizaines) et le caractère central du jeu dans l'activité du lieu. Le personnel du bar est spécialisé et doit pouvoir aider le client à choisir un jeu, voire lui expliquer ses règles.
La tarification des bars ludiques s'appuie souvent sur le temps passé sur place. Certains bars facturent à l'heure, sans imposer de consommation, là où d'autres imposent une consommation régulière (souvent toutes les 2h). Selon les jeux sélectionnés et le temps passé, jouer en bar peut coûter moins cher qu'acheter, ce qui constitue l'un des intérêts des bars à jeux.